# Liste der Kulturdenkmäler in Lohnsfeld
In der Liste der Kulturdenkmäler in Lohnsfeld sind alle Kulturdenkmäler der rheinland-pfälzischen Ortsgemeinde Lohnsfeld aufgeführt. Grundlage ist die Denkmalliste des Landes Rheinland-Pfalz (Stand: 27. November 2018).

## Denkmalzonen
| Bezeichnung                   | Lage                | Baujahr         | Beschreibung | Bild |
| ----------------------------- | ------------------- | --------------- | --- | ---- |
| Denkmalzone Lohnsfelder Mühle | Kaiserstraße 2 Lage | 19. Jahrhundert | 1778 erstmals erwähntes, landschaftstypisches Mühlenanwesen des 19. Jahrhunderts; Wohntrakt bezeichnet 1872, stattliche Wirtschaftsgebäude, frühes 19. Jahrhundert, vom Lohnsbach gespeister Mühlgraben | BW   |

## Einzeldenkmäler
| Bezeichnung                                      | Lage                      | Baujahr         | Beschreibung | Bild            |
| ------------------------------------------------ | ------------------------- | --------------- | --- | --------------- |
| Protestantische Kirche                           | Kaiserstraße Lage         | 1602            | Saalbau, bezeichnet 1602, Muschelnische bezeichnet 1744, spätgotischer Chor                                                      | Fotos hochladen |
| Kilometerstein                                   | Kaiserstraße Lage         | um 1875         | Kilometerstein, Rundpfeiler, um 1875                                                                                             | Fotos hochladen |
| Schulhaus                                        | Kaiserstraße 23 Lage      | 1904/05         | ehemaliges Schulhaus, heute Wohnhaus; Rotsandsteinquaderbau mit Fachwerkgiebel, 1904/05, Architekt Peter Seeberger, Rockenhausen | Fotos hochladen |
| Wohnhaus                                         | Kaiserstraße 28 Lage      | 18. Jahrhundert | ehemaliges Wohnhaus, teilweise Fachwerk, im Kern wohl aus dem 18. Jahrhundert                                                    | Fotos hochladen |
| Posthalterei „Zum blauen Wagen“                  | Kaiserstraße 39 Lage      | 1842            | ehemalige Posthalterei „Zum blauen Wagen“; spätklassizistischer Putzbau, bezeichnet 1842                                         | Fotos hochladen |
| Katholische Kuratiekirche St. Jakobus der Ältere | Otterberger Straße 2 Lage | 1931/32         | historisierender Saalbau, 1931/32, Architekt Hans Seeberger, Kaiserslautern                                                      | Fotos hochladen |